# Creampie

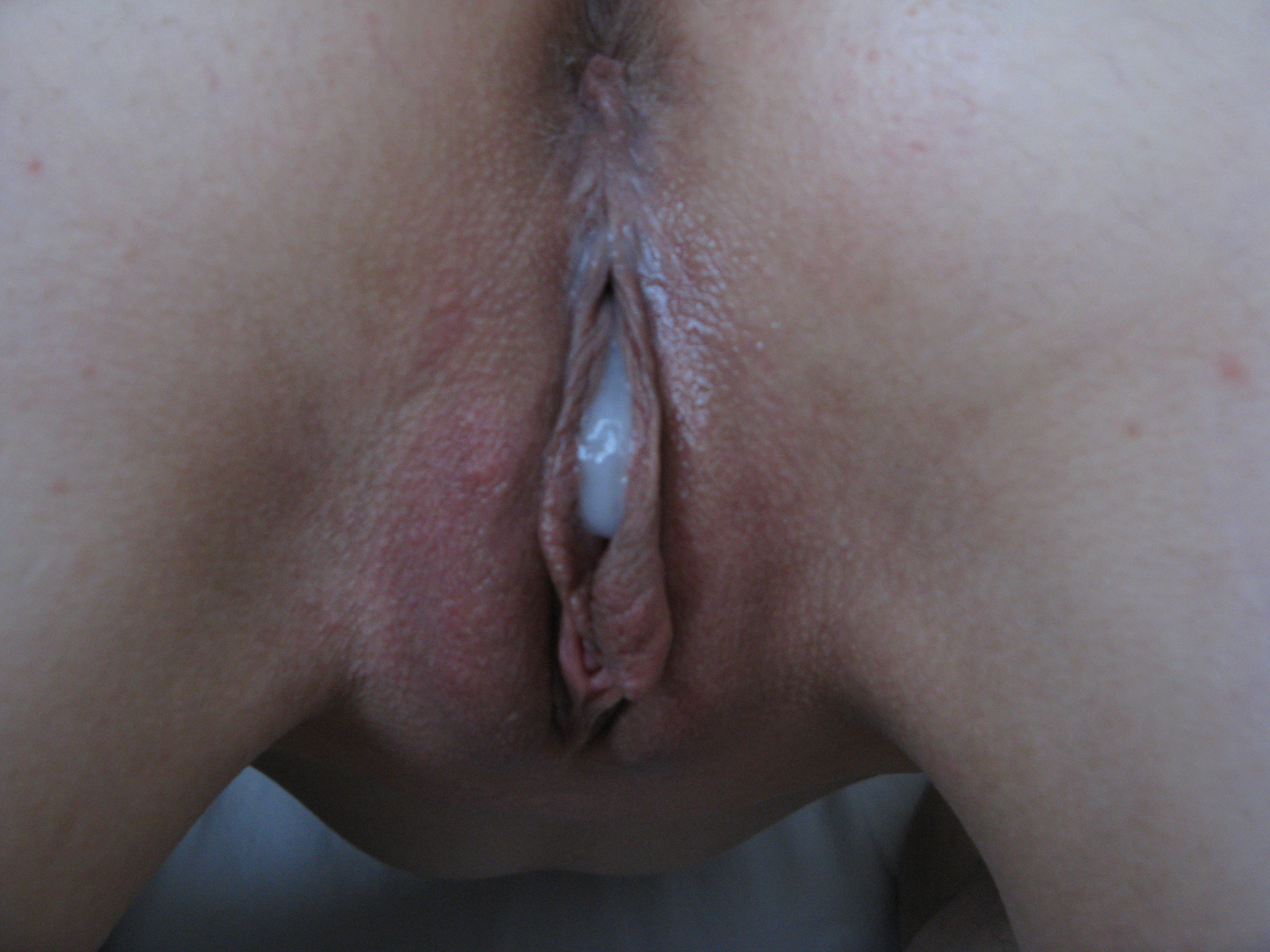
Sperma rinner ut ur en kvinnas slida.

Creampie (engelska för gräddpaj) är ett begrepp inom porrfilmsindustrin som innebär att mannen sprutar sin sperma in i slidan eller anus på partnern utan att använda kondom. När sperman sedan rinner ut är det man ser en så kallad creampie.

## Användning i pornografi
Inre ejakulationsskott är en relativt ny utveckling inom pornografi och därför hittas inte i tidiga pornografiska filmer. Användningen av ordet creampie för att beskriva sådana scener har sitt ursprung i amerikansk pornografi i början av 2000-talet och hittats att vara i användning så tidigt som i början av 1999.

## Hälsorisker
Produktionen av pornografi med inre utlösningar involverar oskyddat sex, vilket ökar risken för graviditet hos kvinnor och sexuellt överförbara infektioner (STI/STD) som HIV.